# Словеначка дијаспора
Словеначка дијаспора укључује аутохтону словеначку мањину у Италији, која се процењује на 83.000 – 100.000, словенску мањину у јужној Аустрији на 24.855, у Хрватској на 13.200 и словеначку мањину у Мађарској на 3.180 и значајан словеначки експатри који живи у Словенцима. Сједињене Америчке Државе (најчешће Велики Кливленд, дом највеће концентрације ван Европе са процењеним између 50.000 - 80.000, и највећим бројем говорника словеначког у земљи). И у другим европским земљама, у Аргентини, Бразилу, Венецуели, Аустралији, Канади и Уједињеном Краљевству.